# لوكاس كافاليني
لوكاس كافاليني (28 ديسمبر 1992 بتورونتو في كندا - ) هو لاعب كرة قدم كندي في مركز الهجوم. شارك مع منتخب كندا تحت 20 سنة لكرة القدم ومنتخب كندا تحت 23 سنة لكرة القدم ومنتخب كندا لكرة القدم. أما مع النوادي، فقد لعب مع ناسيونال مونتيفيديو وجوفينتود وسنترو أتلتيكو فينكس ‏.

## وصلات خارجية
- لوكاس كافاليني على موقع الاتحاد الدولي (مؤرشف)  (الإنجليزية)
- لوكاس كافاليني على موقع الدوري الأمريكي (الإنجليزية)
- لوكاس كافاليني على موقع قاعدة بيانات كرة القدم.إي يو (الإنجليزية)
- لوكاس كافاليني على موقع ناشيونال فوتبول تيمز (الإنجليزية)
- لوكاس كافاليني على موقع Soccerway.com (الإنجليزية)
- لوكاس كافاليني على موقع عالم كرة القدم.نت (الإنجليزية)